# J'irai dormir à Hollywood
Ne doit pas être confondu avec J'irai dormir à Bollywood.
Pour plus de détails, voir Fiche technique et Distribution.
J'irai dormir à Hollywood (en anglais Hollywood, I'm Sleeping Over Tonight) est un documentaire français d'Antoine de Maximy, sorti en France le 19 novembre 2008.
Ce film est le prolongement de son émission J'irai dormir chez vous dans laquelle il partait à l'aventure, seul, dans des pays, équipé de 3 caméras : l'une accrochée à son corps pour filmer son visage, une qui filme ce qu'il voit et une caméra mobile.

## Synopsis
Antoine de Maximy part découvrir les États-Unis : ses grandes routes, ses paysages, ses mythes, ses grandes villes, ses communautés, ses stars hollywoodiennes mais également ses anonymes.
Qu'il soit à pied, en taxi, en bus, à vélo ou en voiture, Antoine de Maximy va donc à la rencontre des Américains de New York, de Miami, de La Nouvelle-Orléans, de Las Vegas. Mais il a surtout un objectif : Hollywood. En effet, il veut à tout prix se faire inviter et dormir chez une star.

## Fiche technique
- Réalisation : Antoine de Maximy
- Scénario : Arnold Boiseau
- Musique : Fabrice Viel
- Direction musicale : Béatrice Ardisson  (superviseuse musique), Edouard Lelièvre-Brethiez (droits musicaux)
- Photographie : Antoine de Maximy
- Montage : Loïc Adelis, Anaïs Enshaian, Juliette Haubois et Stéphane Mazalaigue
- Production : Christophe Lioud, Emmanuel Priou, Yves Darondeau, Kali Ligertwood, Laurence Picollec (exécutive), Guillaume Bertrand (assistant)
- Société de production : Bonne Pioche, en association avec Cinémage 2
- Sociétés de distribution : Walt Disney Studios Motion Pictures France
- Pays d'origine :  France
- Langues originales : français, anglais

## Distribution
- Antoine de Maximy : lui-même

## Production
Premier long-métrage d'Antoine de Maximy, le principe du film est tiré de son émission J'irai dormir chez vous diffusée à la télévision depuis 2004 : Antoine de Maximy voyage tout seul, avec deux caméras accrochées sur lui (une filme son visage, l'autre filme ce qu'il voit), à la découverte des gens.
Les États-Unis ont été choisis comme destination pour deux raisons : le pays n'avait jamais été visité dans J'irai dormir chez vous et il bénéficie d'une image fortement liée avec le cinéma. L'objectif du film (dormir chez une star) permet d'instaurer un fil rouge au documentaire, et représente un « défi amusant », mais selon Antoine de Maximy, le but est surtout de découvrir la vie des gens ordinaires.
La bande son du film est réalisée par Béatrice Ardisson et reprend onze classiques américains du rock, jazz et blues. Avant le film, Béatrice Ardisson n'avait travaillé que pour le petit écran.
Par ailleurs, à partir du 19 décembre 2011, la chaîne publique France 5 diffuse le film J'irai dormir à Hollywood sous la forme de huit épisodes de 26 minutes , ne comprenant pas les séquences du long-métrage mais seulement des séquences inédites qui n'avaient pas été retenues au montage afin de satisfaire aux impératifs de longueur d'un film diffusé au cinéma. Cette autre version est intitulée J'irai dormir en Amérique.

## Accueil
| Semaine du                 | France | France  | France     | France  |
| Semaine du                 | Place  | Entrées | dont Paris | Cumul   |
| -------------------------- | ------ | ------- | ---------- | ------- |
| 19 novembre au 25 novembre | 9e     | 109 484 | 38 917     | 109 484 |
| 26 novembre au 2 décembre  | 9e     | 73 172  | 28 038     | 182 656 |
| 3 décembre au 9 décembre   | 13e    | 32 752  | 13 983     | 215 408 |

En septembre 2008, le film est diffusé en avant-première au festival de Quend du film grolandais. Antoine de Maximy vient ensuite présenter son film dans différents cinémas en France du 17 octobre au 15 novembre. Finalement, le film sort en salles le 19 novembre 2008.
Au total, le film réalise 215 408 entrées en France.
Le film est nommé aux César 2009 dans la catégorie meilleur film documentaire.